# Xysticus marmoratus
Xysticus marmoratus är en spindelart som beskrevs av Tord Tamerlan Teodor Thorell 1875. Xysticus marmoratus ingår i släktet Xysticus och familjen krabbspindlar. Inga underarter finns listade i Catalogue of Life.